# مانويلا دافيلا
مانويلا دافيلا (مواليد 18 أغسطس 1981) صحفية وكاتبة وسياسية برازيلية، وعضو في الحزب الشيوعي البرازيلي منذ عام 2001.
عملت كنائبة اتحادية عن ريو غراندي دو سول بين عامي 2007 و2015، حيث كانت زعيمة لحزبها في مجلس النواب في عام 2013. كما عملت كنائبة دولة لولايتها بين عامي 2015 و2019 وعضوة مجلس في مجلس النواب في عاصمة الولاية بورتو أليغري بين عامي 2005 و2007.
كانت نائب الرئيس فرناندو حداد في الترشح للانتخابات الرئاسية لحزب العمال في الانتخابات العامة 2018، خسرت تذكرة دافيلا مع حداد أمام جاير بولسونارو في الجولة الثانية من الحملة الرئاسية.

## الخلافات
في بيان عملية غسيل السيارات لعام 2017 اتهم الرئيس التنفيذي السابق لشركة أوديبرينشت ألكسندرينو ألينكار دافيلا بتلقيها بشكل غير قانوني 360.000.00 ريال برازيلي (100.000 دولار أمريكي) لحملاتها الانتخابية. على الرغم من ادعائه لم يتم تقديم أي دليل آخر. وتنفي ارتكاب أي خطأ.